# Le Train Bleu
Le Train Bleu (El tren azul) es un famoso restaurante situado en la Estación de París-Lyon, en el XI Distrito de París.
Se inauguró en 1901 y fue salvado de la demolición por André Malraux en 1966. Desde 1972, algunas de sus salas forman parte de la lista de Monumentos Históricos de Francia, pues es uno de los locales de la Belle Époque mejor conservados.
Coco Chanel, Brigitte Bardot, Jean Cocteau, Colette, Salvador Dalí, Luis Buñuel, Jean Gabin y Marcel Pagnol, entre otros, fueron clientes habituales de este restaurante.

## Le Train Bleu en el cine
Este famoso restaurante ha aparecido en varias películas, entre las cuales destacan:
- 1972: Viajes con mi tía, de George Cukor
- 1973 La mamá y la puta, de Jean Eustache
- 1990: Nikita, de Luc Besson
- 1998: Place Vendôme, de Nicole Garcia
- 2003: Filles uniques, de Pierre Jolivet
- 2007: Las vacaciones de Mr. Bean, de Steve Bendelack
- 2009: Micmacs, de Jean-Pierre Jeunet

## Galería de imágenes

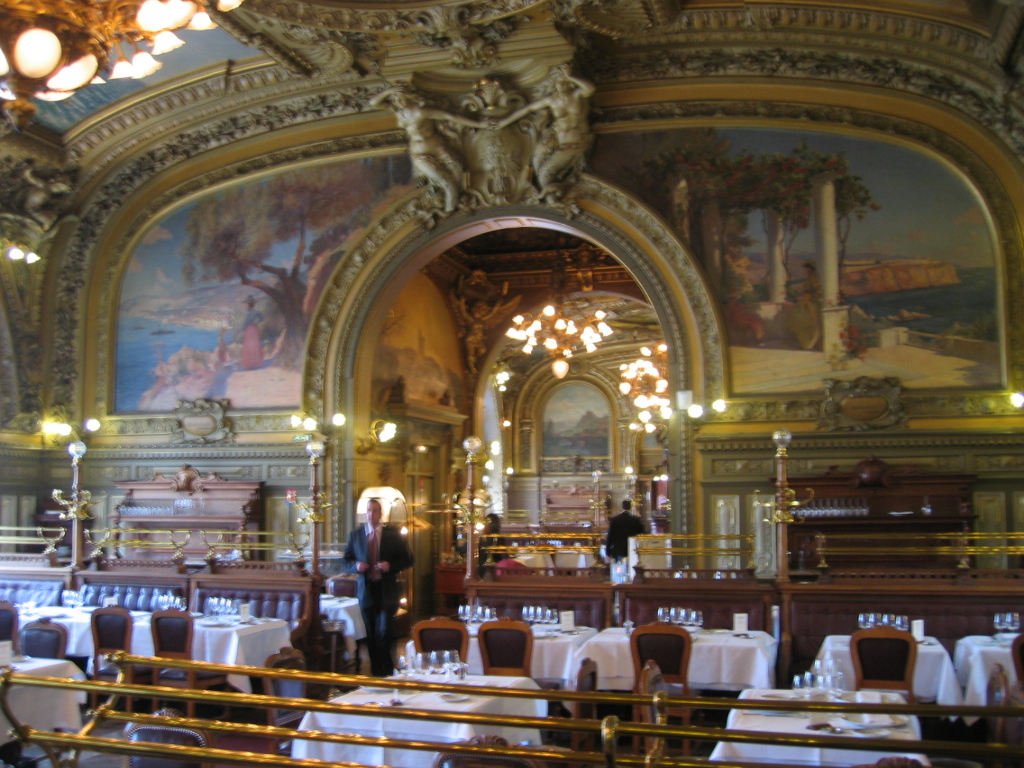
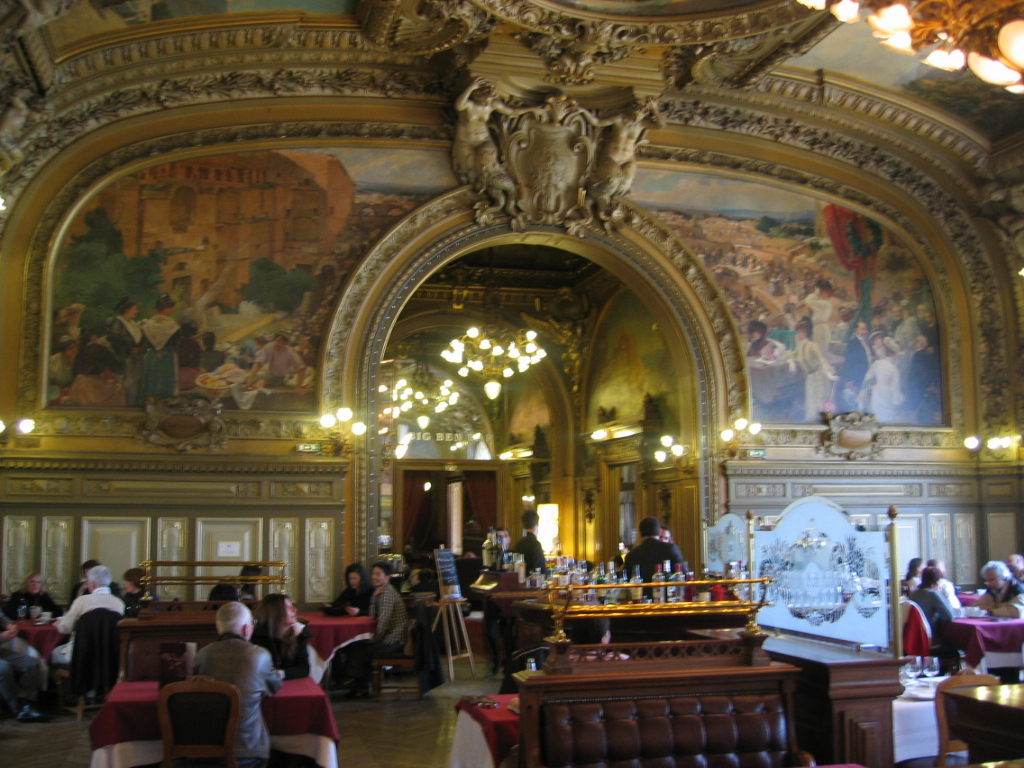
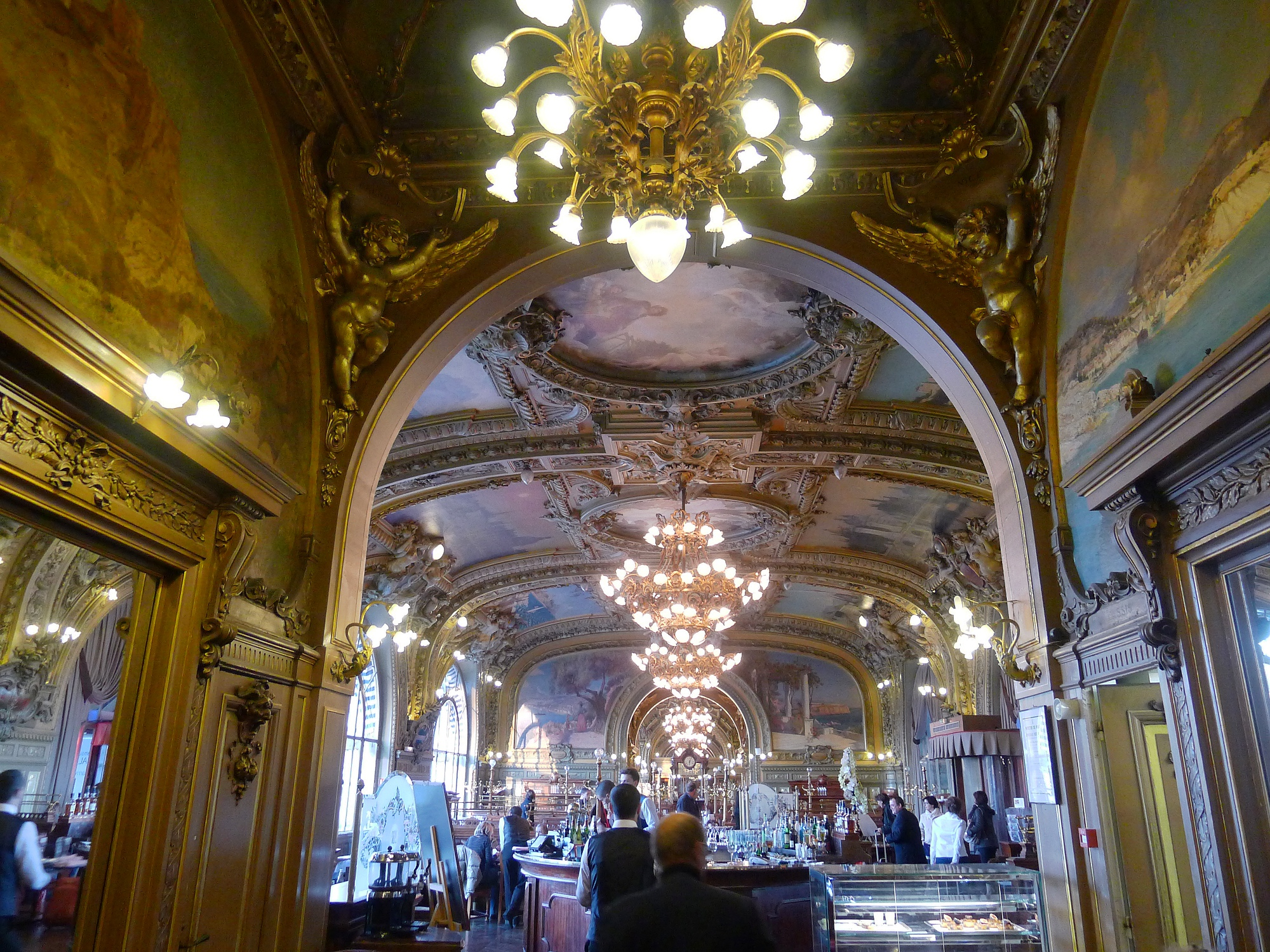
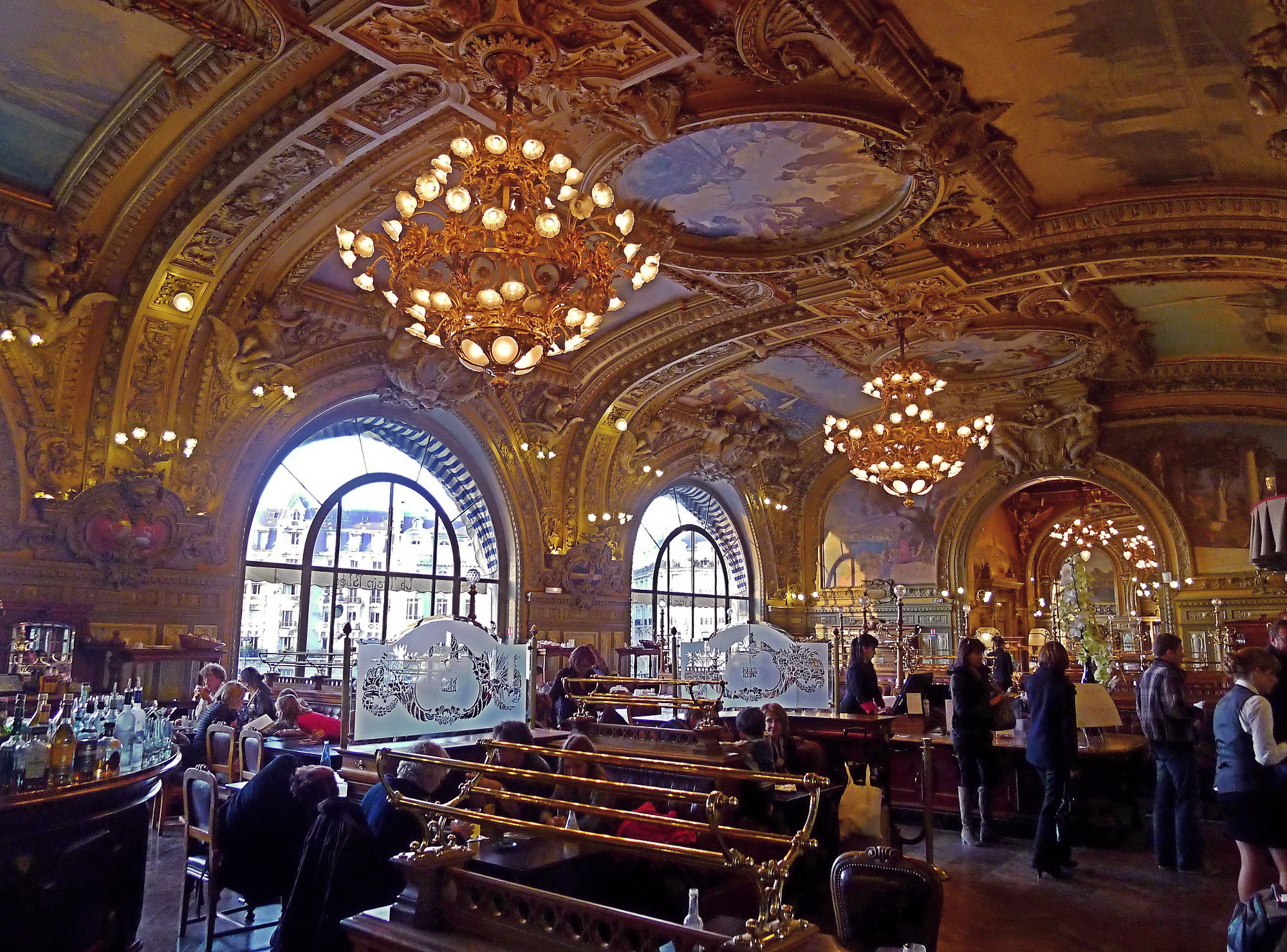
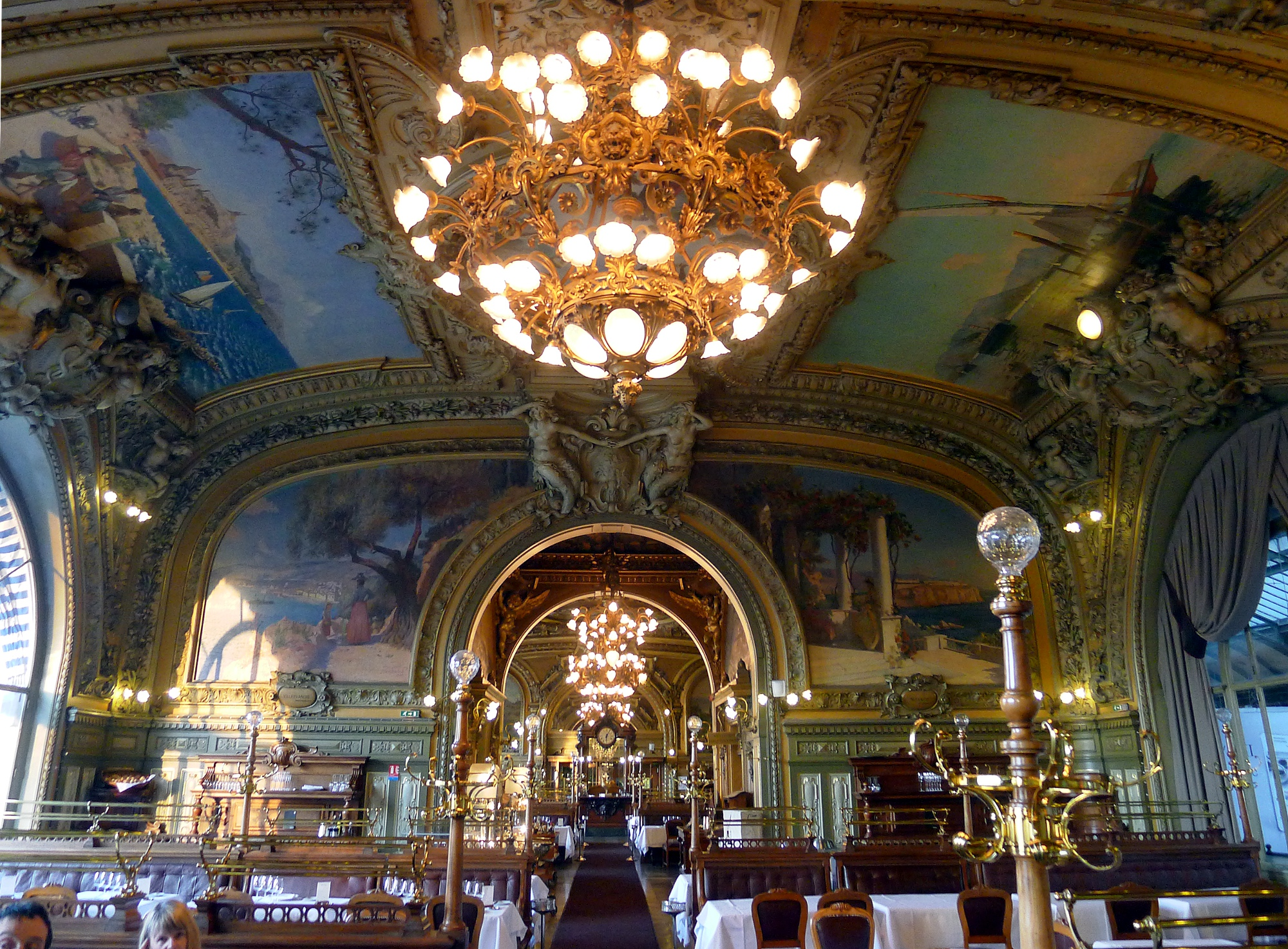
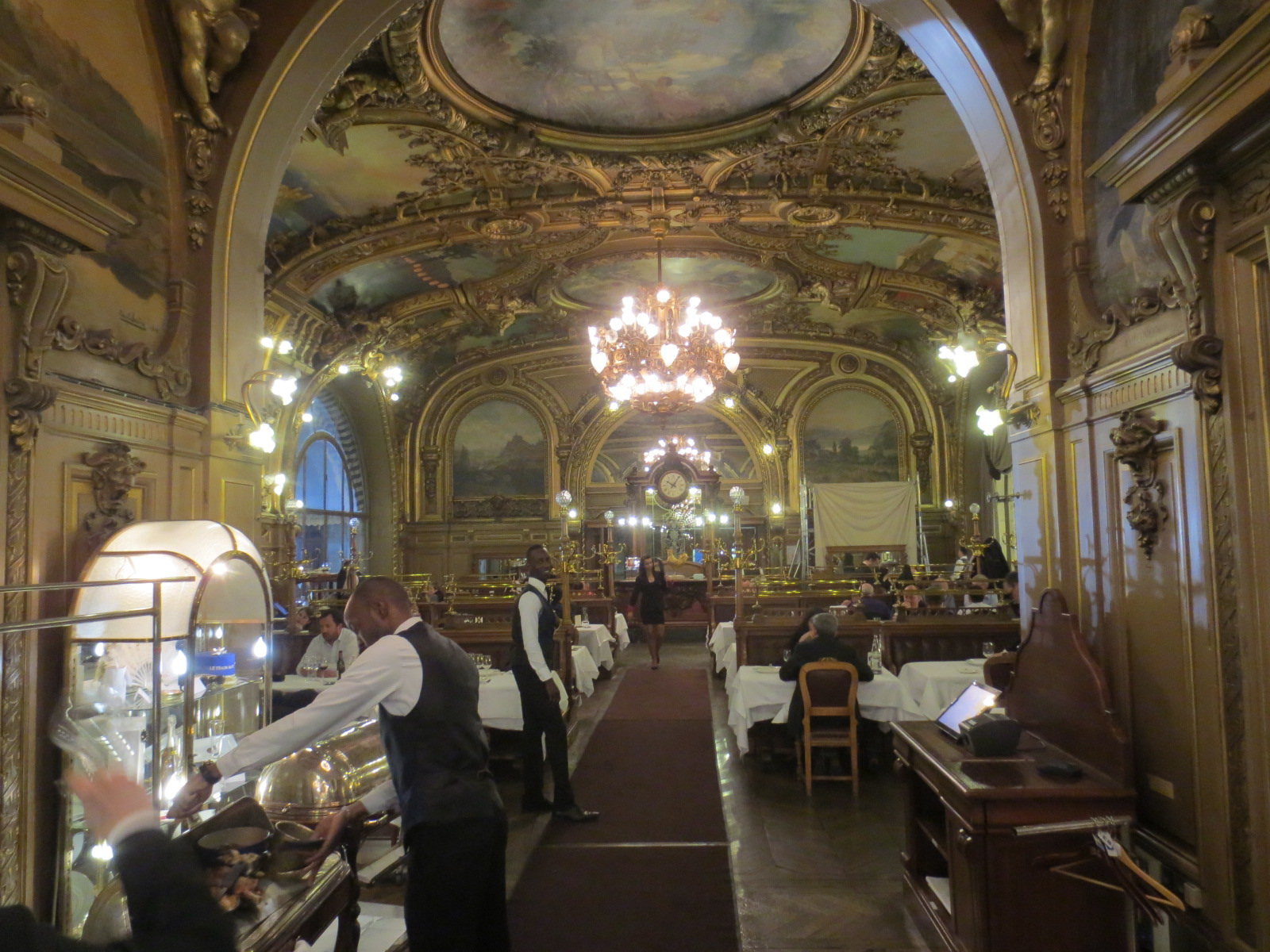
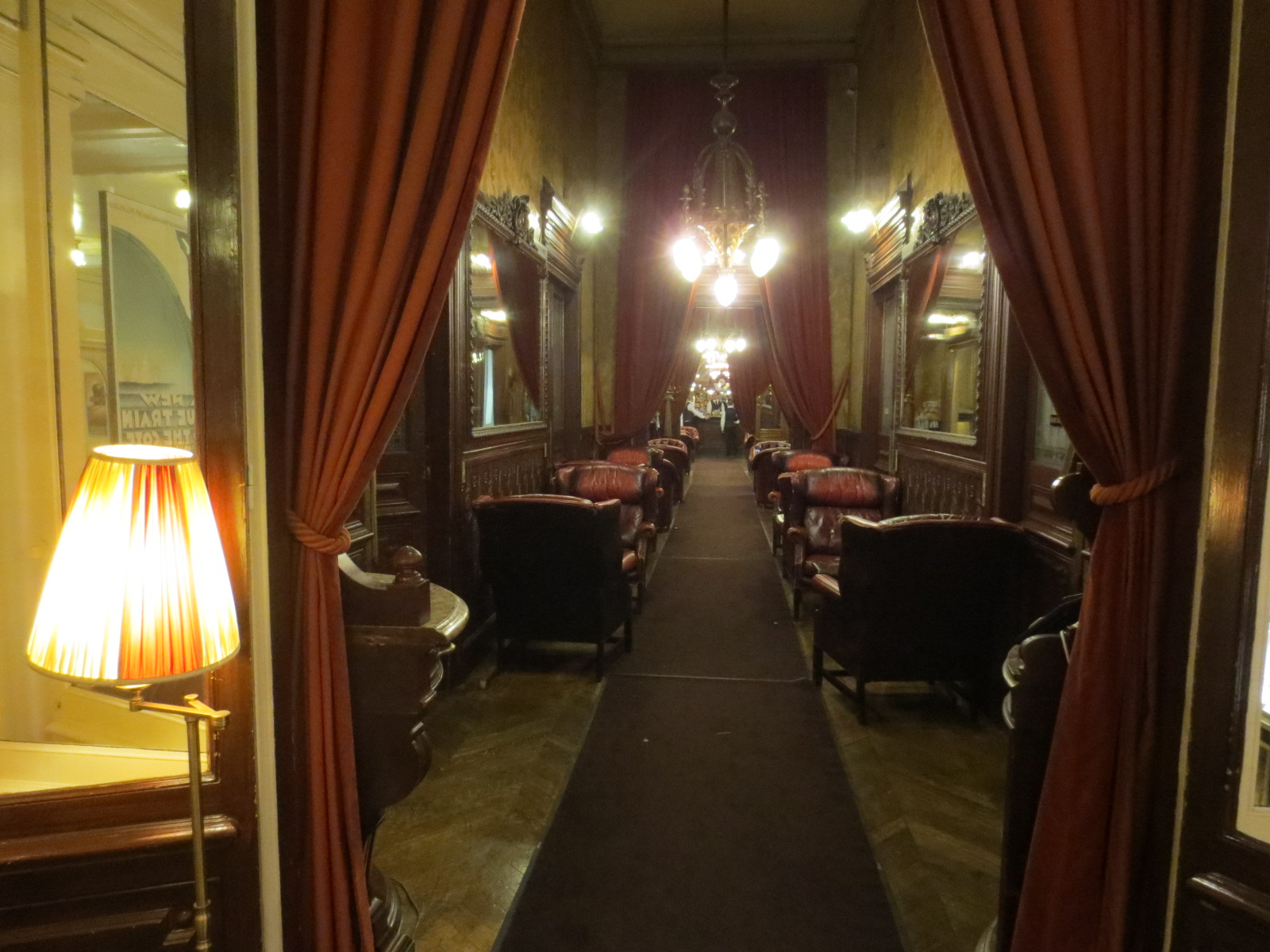
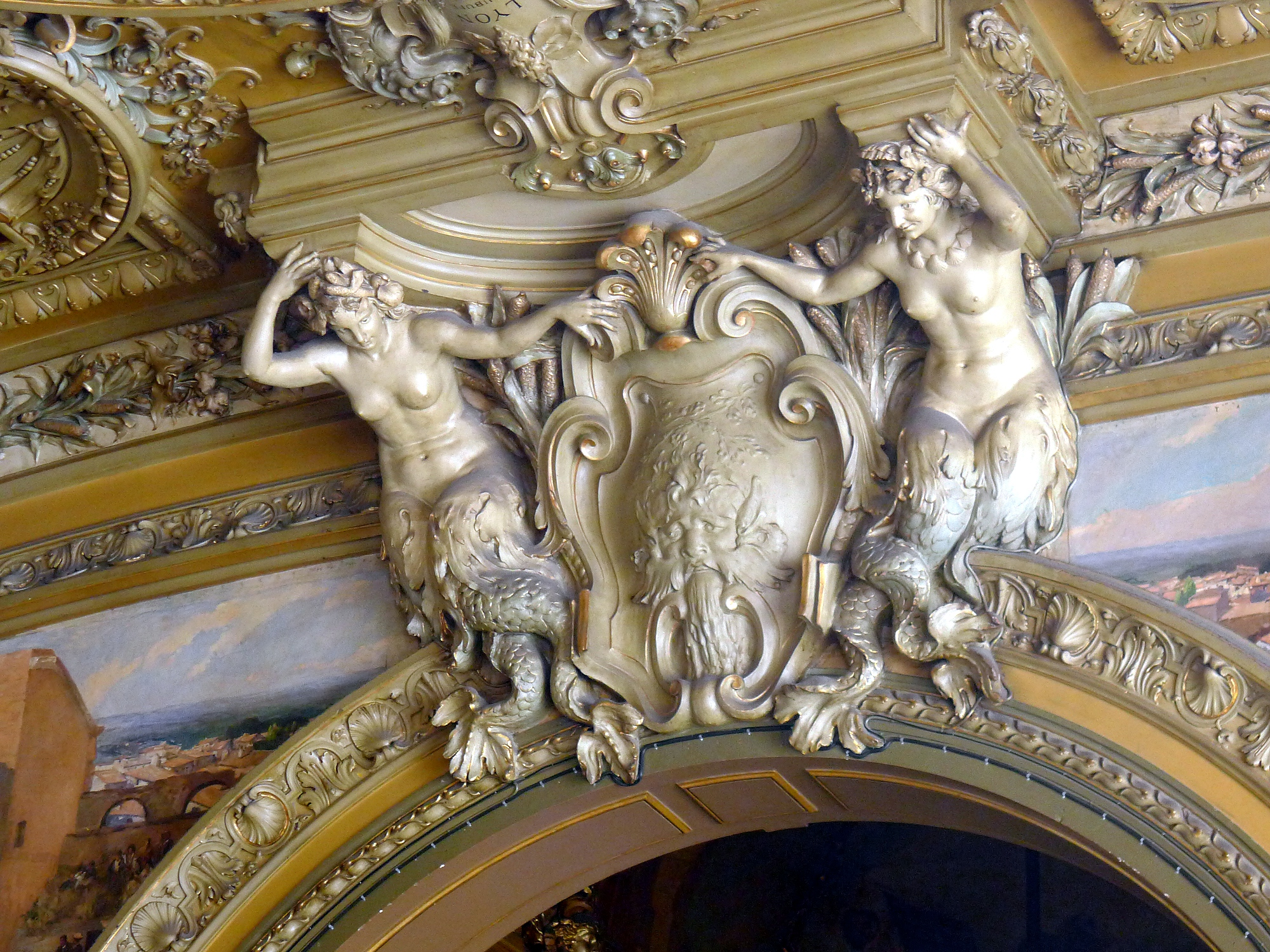
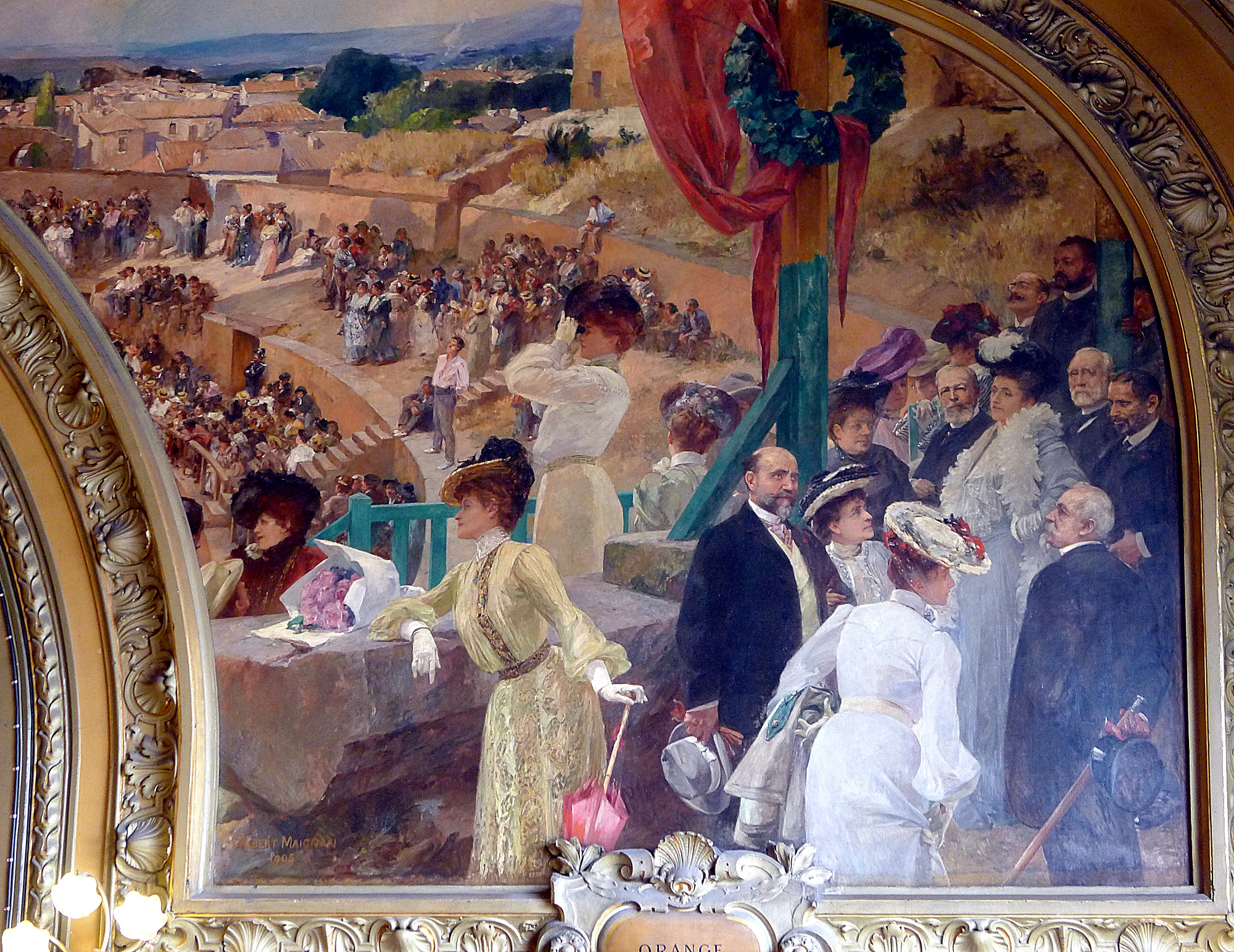
Albert Maignan, Orange.
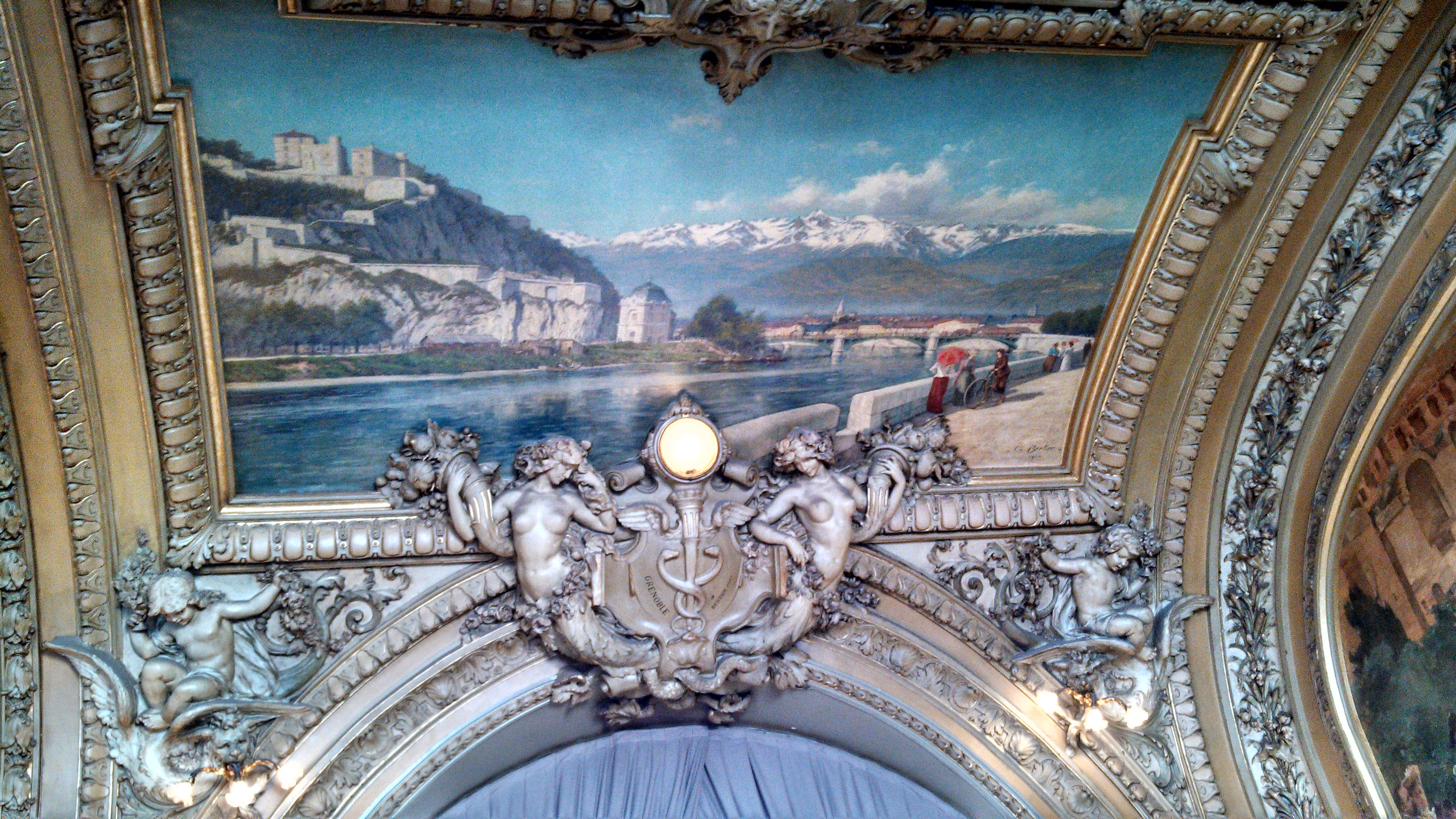
Charles Bertier, Grenoble.